# Albaumer Klippen
Die Albaumer Klippen bei Albaum in der Gemeinde Kirchhundem im Kreis Olpe, Nordrhein-Westfalen (Deutschland) sind eine rund 750 Meter lange, als Naturschutzgebiet ausgewiesene Felsgruppe auf der Lichtenhardt im Rothaargebirge. Das Naturschutzgebiet hat eine Größe von 17 Hektar. Ein 13 ha großer Teil steht parallel auch als FFH-Gebiet unter Schutz.

## Geographie

### Lage
Die Albaumer Klippen befinden sich auf dem Südwesthang der 607,6 m ü. NHN hohen Lichtenhardt. Die Felskette erstreckt sich auf einer Höhe zwischen ca. 390 und 565 Metern. Der auf rund 558 Meter Höhe liegende Aussichtsfelsen befindet sich etwa 0,75 Kilometer westlich (jeweils Luftlinie) des Lichtenhardt-Gipfels, 1,05 Kilometer südöstlich von Niederalbaum und 1,5 Kilometer südwestlich von Marmecke. Das nächste größere Fließgewässer in der Umgebung ist der durch Albaum fließende Albaumer Bach, der hier noch Heinsberger Bach heißt.

### Naturräumliche Zuordnung
Die Albaumer Klippen sind als randliche Singularität innerhalb der Brachthäuser Hohen Waldberge (Einheit 333.40) ausgewiesen, dem das Tal des Heinsberger Baches nebst Heinsberg zugeordnet ist. Die Lichtenhardt ist demgegenüber als westlicher Randberg der Rüsper Rothaar (333.41) zugeordnet, wie die Waldberge ein randlicher Teil des Rothaargebirges (333). Unmittelbar westlich an die Klippen anschließend beginnt hingegen der Hundemgrund (3362.53) mit Albaum (sowie Kirchhundem, Oberhundem etc.), der zur Haupteinheit Südsauerländer Bergland (3362) gehört.

### Felsformationen in der Umgebung
In der Umgebung der Albaumer Klippen gibt es unter anderem die Brachthauser Klippen, die Stelborner Klippen, die Oberhundener Klippen und den Rinsleyfelsen, sowie in weiterer Entfernung einige Felsen entlang des Wittgensteiner Schieferpfades bei Bad Berleburg, die Namen wie Braut & Bräutigam oder Drachenstein tragen, die Teufelskanzel bei Bad Laasphe, die Trödelsteine bei Emmerzhausen und die Naturdenkmäler Großer- und Kleiner Stein bei Burbach.

## Beschreibung

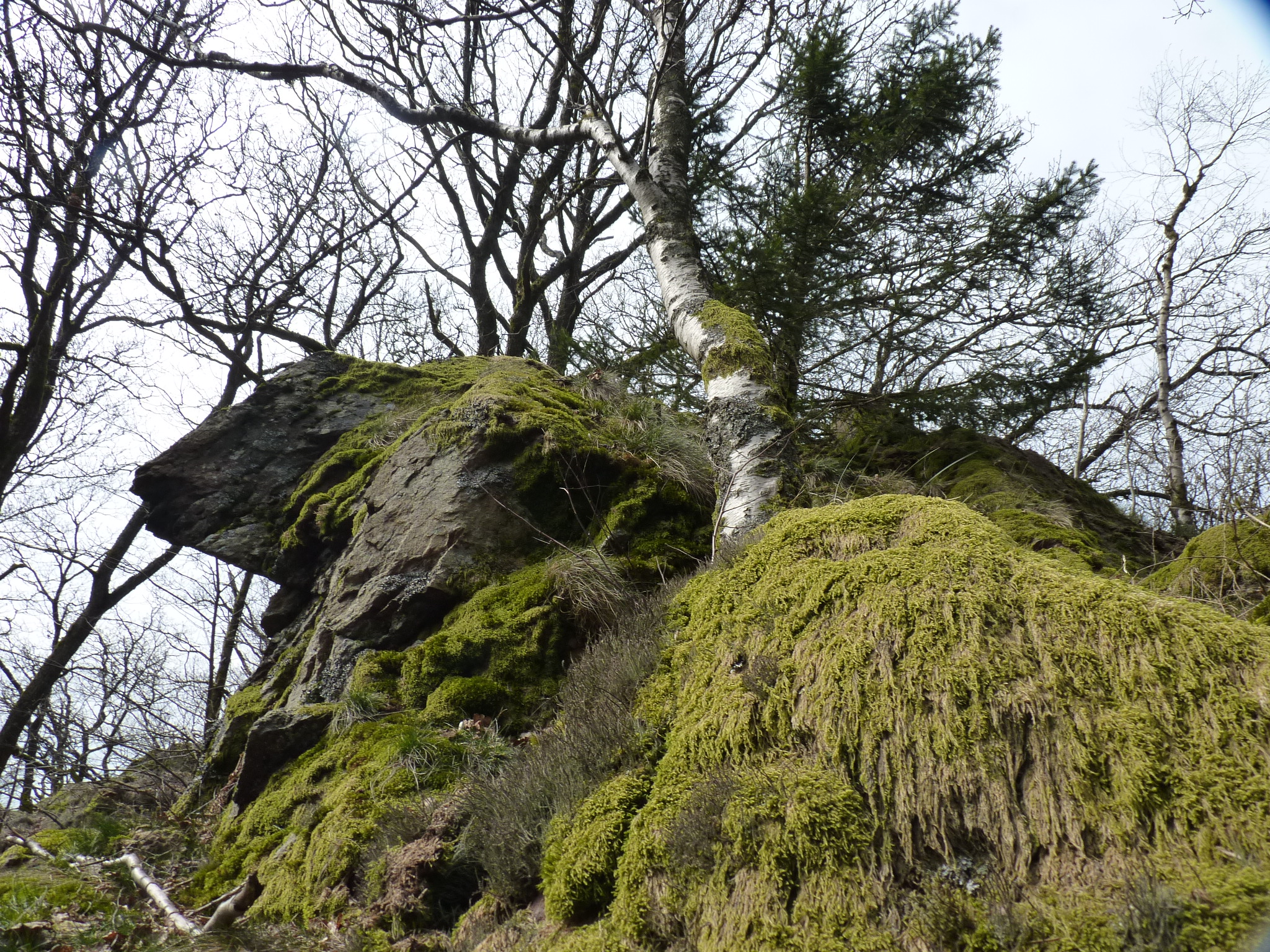
Quarzkeratophyrfelsen bei den Albaumer Klippen

Die Albaumer Klippen sind eine rund 750 Meter lange und bis zu ca. 15 Meter hohe Felsengruppe aus Quarzkeratophyr, die vor rund 400 Millionen Jahren im Unterdevon während (submariner) vulkanischer Aktivitäten entstanden. Sie befinden sich vollständig im Naturschutzgebiet, da auf dem die Felsen umgebenden ca. 50 Meter breiten Geröllfeld und auf den Felsen selber seltene Moose, Farne und Flechten wachsen. Zu diesen zählen beispielsweise die Landkartenflechte und der Nördliche Streifenfarn. Die Felsen sind zudem mit lichtem Laubwald bewachsen. Auf einem Fels in der oberen Hälfte der Felsgruppe gibt es einen Aussichtsfelsen, der mit einem Gipfelkreuz markiert ist.

## Wandern
Für das Naturschutzgebiet gilt ein striktes Wegegebot.
Durch das Gebiet verlaufen zwei Wege, von denen aus die Klippen von nah betrachtet werden können. Zudem führt von einem Weg ein kurzer Trampelpfad zum Aussichtsfelsen.